# Rove McManus

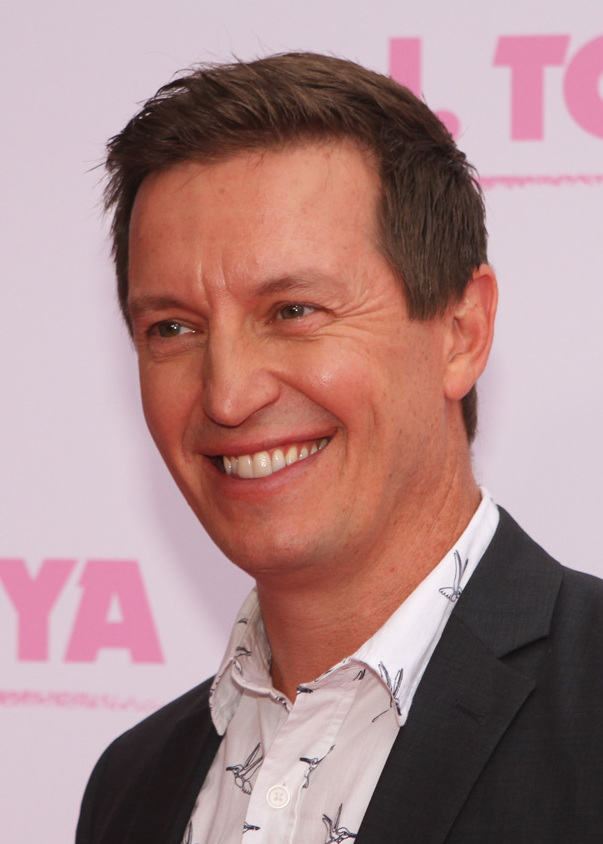
Rove McManus (2018)

John ‚Rove‘ McManus (* 21. Januar 1974 in Perth, Western Australia) ist ein Comedystar im australischen Fernsehen sowie Mitbegründer und -besitzer der Produktionsfirma Roving Enterprise.

## Biographie
John McManus II ging als zweiter Sohn aus der Ehe zwischen John und Coralie McManus hervor. McManus wuchs in Riverton auf und besuchte zuerst die Orana Catholic Primary School und danach das Corpus Christi College in Bateman.
Nach seinem Schulabschluss versuchte sich McManus als Stand-up Comedian im lokalen Fernsehen von Perth. 1995 verließ er jedoch Perth und zog nach Melbourne, um dort beim lokalen Sender Channel 31 eine eigene Fernsehsendung zu bekommen, die er The Loft Live nannte. Dort trat er bereits mit seinen langjährigen Partnern Peter Helliar und Corinne Grant auf.
Im September 1999 zeigte Channel Nine Network eine Pilot-Serie von Rove Live. Allerdings blieb es jedoch nur bei einigen Sendungen, so dass die Sendung danach zu Channel Ten Network wechselte, wo McManus seit 2000 Rove Live präsentiert. In dieser Zeit wurde McManus einer der bekanntesten Comedians im australischen Fernsehen. Die Sendung wurde auch zeitversetzt in Neuseeland ausgestrahlt. McManus nutzte seine Popularität, indem er versuchte den australischen Premierminister John Howard während des Wahlkampfes 2004 in seine Sendung einzuladen, indem er Howard immer wieder angefleht hatte und das halbe Land mobilisierte. Allerdings vergebens. 2007 war Howards Konkurrent um den Posten des Premierministers, Kevin Rudd Gast in der Sendung. Nachdem dieser die Wahl gewonnen hatte, war er 2008 abermals Gast der Sendung.
2003, 2004 und 2005 gewann McManus den Goldenen Logie Award (in etwa die australischen Emmys) als beliebtester Fernsehstar des Jahres und Rove Live gewann den Logie Award ebenfalls als beste abendliche Entertainmentshow. 2003 gewann McManus drei Logies, u. a. als bester Fernsehmoderator, bestes Comedyprogramm und den Logie Award für die bekannteste Person im australischen Fernsehen. Diesen Erfolg konnte er 2004 und 2005 wiederholen. 2006 wurde er als bester Fernsehmoderator ausgezeichnet.
Am 22. und 29. Juli 2007 sendete Rove aus New York und Los Angeles mit Sondersendungen. Rove McManus trat im Mai 2007 in Jay Lenos The Tonight Show in L.A. auf, was bis 2011 zu einem regelmäßigen Segment „Rove Across America“ in der Show führte.
Seine Firma produziert seit 2009 auch das Channel 10 Programm The Project, welches auch einige Logies einfuhr.

## Privates
Rove ist ein Spitzname, den seine Schwester ihm gab, als er jünger war. Mittlerweile ist ‚Rove‘ ebenfalls sein Rufname.
McManus heiratete im Januar 2005 die australische Schauspielerin Belinda Emmett, die allerdings im November 2006 an Knochenmarkkrebs verstarb. Daraufhin wurden auf McManus Wunsch alle weiteren Rove-Live-Sendungen gestrichen, und McManus zog sich aus der Öffentlichkeit zurück. Erst am 1. April 2007 ging er mit seiner Sendung, jetzt nur mit dem Namen Rove, wieder auf Sendung. Es war die Sendung mit den bisher höchsten Einschaltquoten Australiens. 2009 heiratete er die Schauspielerin Tasma Walton, mit der er seit 2007 liiert war. 2013 produzierte diese Ehe eine Tochter.
Rove McManus hat einen Bruder, Luke McManus, sowie zwei Schwestern. Sein Cousin Shane McManus war professioneller Spieler für die Fremantle Dockers in der Australian Football League.